# Алькаррас (фільм)
«Алькаррас» (ісп. Alcarràs) — художній фільм іспанського режисера Карли Симон, прем'єра якого відбулася в лютому 2022 року на 72-му Берлінському кінофестивалі. Головні ролі у ньому зіграли Джорді Пуйоль Дольсет, Анна Отін, Ксенія Росет. Картина отримала головну нагороду фестивалю — «Золотого ведмедя».

## Сюжет
Герої фільму — представники декількох поколінь однієї сім'ї, що відпочиває в каталонському селі Алькаррас. Раптом вони дізнаються, що на їхній ділянці планується вирубати всі персикові дерева, щоб звільнити землю для сонячних панелей. Старші намагаються знайти вихід, а молодші тим часом насолоджуються літнім відпочинком.

## В ролях
- Джорді Пуйоль Дольсет
- Анна Отін
- Ксенія Росет

## Прем'єра та сприйняття
Зйомки фільму проходили в Алькаррасі влітку 2021.  Прем'єра відбулася 15 лютого 2022 року на 72-му Берлінському кінофестивалі. Картина отримала головну нагороду фестивалю — «Золотого ведмедя».
Російський кінокритик Олена Плахова охарактеризувала «Алькаррас» як «іспанський „Вишневий сад“, тільки замість вишень тут персики, а місцевий Лопахін хоче заповнити ласу ділянку сонячними батареями». Для Дениса Рузаєва це «найповажніша, навіть старомодна за формою і структурою картина» 72-го Берлінале.